# Rocky Badd
Rocky Badd (Detroit, Michigan, 16. svibnja 1994.), poznata i kao Rocky B, američka je reperica. Rocky je napisala svoju prvu pjesmu u šestom razredu, a glazbenu karijeru započela je samostalnim objavljivanjem glazbe na SoundCloudu 2016. godine. Postala je poznata po svojim pjesmama "Gone", "Make it Back" i "What You Want". Njezin otac bio je popularni reper u lokalnoj sceni grada Detroita, a njezina majka je pisala poeziju.